# Pseudo-Tiberios
Pseudo-Tiberios (mittelgriechisch Τιβέριος; † nach 737 in Edessa) war ein byzantinischer Thronprätendent in der Regierungszeit Kaiser Leos III. Sein eigentlicher Name war Beser (Besher, Bâshîr, Bēseros).

## Leben
Beser-Tiberios, der vor allem in syrischen Quellen Erwähnung findet (gemeinsame Quelle dürfte die heute verlorene Chronik des Theophilos von Edessa gewesen sein), wurde im Jahr 737 entweder von den Arabern bei Pergamon gefangen genommen oder lief freiwillig zu ihnen über. Von Kalif Hischam wurde er mit kaiserlichen Ehren behandelt und erhielt als Wohnsitz Edessa zugewiesen. Sogar Kaiser Leo III. soll seinen Thronanspruch gefürchtet haben, den der angebliche Tiberios auch im byzantinischen Reichsgebiet geltend zu machen versuchte. Der Anmaßer wurde jedoch zu einem unbekannten Zeitpunkt gekreuzigt, als seine wahre Identität aufgedeckt wurde.
Unklar ist, unter wessen Identität der Pseudo-Tiberios seine Ansprüche erhob. Den syrischen Quellen zufolge nannte er als Namen seines Vaters „Konstantin“. Der einzige Kaiser der fraglichen Epoche, für den dieser Name überliefert ist und der einen namentlich sonst nicht bekannten Thronfolger hatte, ist Theodosios III., der bei Pseudo-Dionysios unter dem Doppelnamen Theodosios-Konstantinos erscheint. Laut den griechischen Quellen gab sich der Prätendent für den Sohn Justinians II. aus, der allerdings im Dezember 711 in Blachernai ermordet und danach in Konstantinopel bestattet worden war.